# Crate Entertainment
Crate Entertainment — независимый разработчик видеоигр, базирующийся в Массачусетсе (США). Официальное создание компании 18 февраля 2008 года бывшими членами Iron Lore Entertainment.

## История компании
После того, как Iron Lore Entertainment не смогла обеспечить финансирование своего следующего проекта, бывшие члены Iron Lore объявили о создании новой компании 18 февраля 2008 года. Несколько дней спустя, компания объявила, что будет работать в качестве подрядчика Demiurge Studios, обеспечивая художественное и дизайнерское лидерство в одном из проектов компании.
19 августа 2008 года Crate объявила о приобретении интеллектуальной собственности Black Legion (одна из версий настольной Warhammer 40,000), которая разрабатывалась в Iron Lore до закрытия студии. Black Legion привлек значительный интерес издателей во время питчинга Black Legion в конце 2007 года, но не смог заинтересовать достаточно сильно, чтобы закрыть издательскую сделку. Крейт надеялись получить финансирование для разработки Чёрного Легиона, но из-за экономического спада в США издатели решили отказаться от большого проекта для студии.
27 июля 2009 года Crate объявила, что приобрела лицензию на использование игрового движка Titan Quest от Iron Lore для своего нового ролевого игрового проекта. 21 января 2010 года Крейт объявил, что их новый проект будет называться Grim Dawn.
18 апреля 2012 года Crate Entertainment представил обновлённую информацию на странице Grim Dawn Kickstarter, где выяснилось, что штат компании состоит только из двух сотрудников, при этом проделанная работа предоставляется бывшими сотрудниками Iron Lore, когда это необходимо и в обещанные сроки.
После успеха кампании Kickstarter (где Crate получили почти вдвое большую сумму, проект набрал 537 515 $), Crate смогли нанять дополнительный персонал, некоторые из которых были бывшими сотрудниками уже несуществующих к тому моменту 38 студий. Это позволило Crate значительно ускорить разработку игры, и 15 мая 2013 года был выпущен Grim Dawn alpha (Build 8). 5 ноября 2013 года игра была выпущена в Steam Early Access. В июне 2015 года Crate объявила, что они наняли Эрика Секстона, бывшего художника и дизайнера Blizzard North, заявив, что его роль в первую очередь связана с созданием мира и написанием лора к игре.
Релиз Grim Dawn состоялся 25 февраля 2016 года и получил высокие оценки от критиков и рядовых геймеров. 3 августа 2016 года был выпущен режим выживания под названием «The Crucible» («Горнило»), где игроки сражаются с волнами врагов на нескольких аренах. Расширение для игры под названием «Пепел Мальмута» было выпущено 11 октября 2017 года, добавив ещё два акта в игру, а также ещё два класса: Инквизитор и Некромант. 5 марта 2018 года Crate анонсировали второе дополнение для игры под названием «Forgotten Gods», которое было выпущено 27 марта 2019 года.
В прямом эфире dev stream на Twitch 19 апреля 2019 Crate объявил, что Forgotten Gods продали более 100 000 копий, а в совокупности между всеми DLCs и базовой игрой Grim Dawn было продано более 3 миллионов копий.
11 января 2021 года компания Crate объявила о запуске нового проекта, градостроительной игры под названием Farthest Frontier, которую студия планирует выпустить в раннем доступе в Steam в 2021 году.
3 декабря 2021 года Crate выпустила Definitive Edition игры Grim Dawn для Xbox.
25 февраля 2022 года Crate объявила, что продажи игры Grim Dawn и DLC к ней достигли 7 миллионов копий.
9 августа 2022 года градостроительная игра Farthest Frontier вышла в ранний доступ на Steam.
29 августа 2023 года на прямом эфире разработчиков Crate объявила о третьем дополнении к Grim Dawn под названием Fangs of Asterkarn, планируемом к выпуску в 2024 году.

## Игры
- Grim Dawn — 2016 года
- Farthest Frontier — с 2022 года игра в раннем доступе